# Johann David Michaelis
Johann David Michaelis,  född den 27 februari 1717 i Halle, död den 22 augusti 1791 i Göttingen, var en tysk orientalist och luthersk teolog, son till Christian Benedikt Michaelis, far till Caroline Schelling.
Michaelis blev 1746 professor i filosofi och 1750 även i österländska språk vid universitetet i Göttingen. Han utövade en inflytelserik verksamhet även inom teologin. Ty fastän han alltjämt tillhörde filosofiska fakulteten, blev han genom sina teologiska föreläsningar och skrifter en banbrytare för den moderna historisk-kritiska och filologisk-kritiska teologin, dock med fasthållande av tron på den gudomliga uppenbarelsen. 
Närmast riktade Michaelis sitt intresse på ett noggrannare utforskande av Orienten och förmådde för detta ändamål den danske kungen Fredrik V att 1761 utsända en vetenskaplig expedition till Jemen, i vilken, på Michaelis uppmaning, även svensken Peter Forsskål deltog. För samma ämne verkade han ytterligare genom sitt 1771-89 i 24 band utgivna Orientalische und exegetische Bibliothek och Neue orientalische und exegetische Bibliothek (1786-93 i 9 band). 
Till exegetiken hör de flesta av Michaelis 82 skrifter, bland vilka må nämnas Einleitung in die göttlichen Schriften des Neuen Bundes i 2 band (1750; 4:e upplagan (med polemik mot Johann Gottfried Eichhorn 1788), Einleitung in das Alte Testament (ofullbordad, 1:a delen 1787) och Übersetzung des Alten Testaments mit Anmerkungen (13 band, 1769-86).
Ett av hans mest kända arbeten är Mosaisches Recht (1770-75; 2:a upplagan 1776-80, 6 band - dedicerad till Olof Ingelsson Rabenius). Dessutom deltog han 1753-70 i redigeringen av Göttingische gelehrte Anzeigen. Hans utgav även Edmund Castells Lexicon syriacum (1787-1788). Michaelis föreläsningar i moral utgavs av Carl Friedrich Stäudlin (1792-1802).